# Saison 2011-2012 du Standard Fémina de Liège
Maillots
Chronologie
Saison précédente Saison suivante
Cet article traite de la saison 2011-2012 du Standard Fémina de Liège.

## Faits marquants
- 27 août 2011: le Standard Fémina de Liège remporte sa 6e Super Coupe de Belgique en battant 3-0 Waasland Beveren-Sinaai Girls.
- 30 août 2011: le Standard Fémina de Liège enlève la 1re BeNe SuperCup. Les Liégeoises l'emportent 1-4 contre le FC Twente, champion des Pays-Bas. Le match se disputait au Seacon Stadion-De Koel à Venlo.
- Le Standard Fémina de Liège dispute sa première rencontre de championnat au KSK Heist, champion de D2 et l'emporte 0-10.
- Pour la deuxième journée, le Standard Fémina de Liège reçoit l'un des favoris pour le titre, le WD Lierse SK. C'est une deuxième victoire liégeoise 3-0 après un match tendu.
- Lors de la troisième journée, les Liégeoises se déplacent au Club Brugge KV et repartent avec un match nul 1-1. Le Standard Fémina de Liège termine la rencontre à 8, Laura Du Ry, Lieke Martens et Vanity Lewerissa étant exclues.
- Le Standard Fémina de Liège dispute le match-aller des 16es de finale de la Ligue des Champions, face à Brøndby IF, devant 2 400 spectateurs. Les Liégeoises sont battues 0-2.
- Pour la cinquième journée, le Standard Fémina de Liège se déplace au DVC Eva's Tienen et atomise le club sucrier 0-9.
- Le 6 octobre 2011  restera une date importante pour le Standard Fémina de Liège, c'est le jour de sa première victoire en Ligue des Champions: 3-4 à Brøndby IF. Malgré cela, les Liégeoises sont éliminées.
- Lors de la 6e journée de championnat, le Standard Fémina de Liège bat nettement, 5-1, le 2e du classement, Waasland Beveren-Sinaai Girls.
- 11 octobre 2011 : l'entraîneur du Standard Fémina de Liège, Henri Depireux, démissionne. Officiellement, en raison de ses charges familiales et de son importante activité au sein de la cellule de scouting du Standard de Liège. Selon lui, il ne disposait plus du temps nécessaire au bon accomplissement de sa mission. Son bilan à la tête du Standard Fémina de Liège : une Super Coupe de Belgique, une BeNe Super Cup, une victoire (la première pour le club liégeois) en Ligue des Champions, cinq victoires et un nul en championnat de Belgique.
- 24 octobre 2011 : un nouvel entraîneur arrive au Standard Fémina de Liège, il s'agit de Patrick Wachel. Il a notamment entraîné le SOA Abidjan (Côte d'Ivoire), le FC Brussels et l'AFC Tubize.
- 1er novembre 2011 : le Standard Fémina de Liège réalise le score des 16es de finale de la Coupe de Belgique : 0-17 au KSK Beveren (1re provinciale de Flandre-Orientale).
- 11 novembre 2011 : le Standard Fémina de Liège inscrit, pour la deuxième fois en championnat, dix buts dans le même match. C'est au VV Rassing Harelbeke : 0-10.
- Le 27 novembre 2011 se dispute la rencontre au sommet entre le Standard Fémina de Liège (1er) et le RSC Anderlecht (2e). Les Liégeoises l'emportent nettement 3-0 et comptent désormais 7 points d'avance sur leur rival.
- Laura Du Ry et le Standard Fémina de Liège se séparent d'un commun accord.
- Le Standard Fémina de Liège termine le 1er tour du championnat avec 37 points sur 39 points et un average de 72 buts marqués pour 7 encaissés.
- 15 janvier 2012: Lieke Martens quitte le Standard Fémina de Liège pour le FCR 2001 Duisbourg où elle signe pour trois saisons et demie.
- 26 janvier 2012: le Standard Fémina de Liège transfère deux joueuses provenant des Pays-Bas : Leyla Bağcı, gardienne et titulaire en équipe nationale de Turquie ainsi que Sanne Schoenmakers, attaquante et auteur de 15 buts cette saison.
- 24 mars 2012: le Standard Fémina de Liège réalise le plus gros score de la saison de D1, 20-0, face au VV Rassing Harelbeke. Avec le match-aller, ce sont 30 buts (!) que les Liégeoises ont marqué face aux Ouest-Flandriennes.
- 28 avril 2012: le Standard Fémina de Liège subit sa 2e défaite en championnat, 2-1, des œuvres du RSC Anderlecht au Stade Roi-Baudouin. Toutefois, les Liégeoises restent 1res du classement.
- 6 mai 2012 : le Standard Fémina de Liège remporte sa 7e Coupe de Belgique au détriment du WD Lierse SK sur le score de 2-3.
- 12 mai 2012 : en battant le Beerschot Antwerpen Dames 0-1, le Standard Fémina de Liège devient Champion de Belgique pour la 15e fois de son histoire. C'est le 2e titre consécutif et le 3e en 4 ans. De plus, le club liégeois réalise le doublé Championnat de Belgique-Coupe de Belgique, ce n'était plus arrivé depuis 22 ans. Le Standard Fémina de Liège remporte aussi quatre des cinq compétitions auxquelles il a participé: Championnat de Belgique, Coupe de Belgique, Super Coupe de Belgique et BeNe SuperCup.
- 19 mai 2012 : lors de la dernière journée de championnat, le Standard Fémina de Liège l'emporte 5-0 contre  Oud-Heverlee Louvain, ce qui porte le total de buts marqués par les Liégeoises à 134. C'est un record pour le Standard Fémina de Liège en D1, le précédent datait de 1977.

## Équipements
| Marque          | Planète Rouge     |
| Sponsor maillot | Base, Mithra, VOO |

## Staff Technique
| Fonction              | Nom              | Nationalité | Au club depuis |
| --------------------- | ---------------- | ----------- | -------------- |
| Entraineur principal  | Patrick Wachel   | Belgique    | octobre 2011   |
| Entraineur-adjoint    | Ingrid Vanherle  | Belgique    | 2006           |
| Délégué               | Dany Decroupet   | Belgique    | 1997           |
| Préparatrice physique | Anne Radermacher | Belgique    | 2007           |
| Directrice technique  | Fery Ferraguzzi  | Italie      | 1980           |

## Effectif

### Effectif actuel
|    |                    |          |      |                          |  |  |
| 18 | Maria-Laura Aga    | Belgique | 2010 | Lommel United            |  |  |
|    | Leyla Bağcı        | Turquie  | 2012 | RVVH                     |  |  |
| 22 | Chloë Bellavia     | Belgique | 2010 | DV Zonhoven              |  |  |
| 13 | Julie Biesmans     | Belgique | 2008 | Bilzen                   |  |  |
| 16 | Justine Blave      | Belgique | 2008 | FCF White Star Woluwé    |  |  |
| 3  | Imke Courtois      | Belgique | 2010 | DVC Eva's Tienen         |  |  |
| 17 | Maud Coutereels    | Belgique | 2003 | Étoile Rouge de Belgrade |  |  |
| 8  | Audrey Demoustier  | Belgique | 2008 | FCF White Star Woluwé    |  |  |
| 15 | Iris Dessers       | Belgique | 2010 | DV Borgloon              |  |  |
| 12 | Julie Grégoire     | Belgique | 2006 | RFC Rhisnois             |  |  |
| 9  | Vanity Lewerissa   | Pays-Bas | 2011 | VVV Venlo                |  |  |
| 15 | Vanessa Licata     | Belgique | 2000 | Formée au club           |  |  |
| 6  | Riete Loos         | Belgique | 2008 | FC Helson Helchteren     |  |  |
| 5  | Maurane Marinucci  | Belgique | 2006 | JS Molise                |  |  |
| 10 | Elke Meers         | Belgique | 2010 | DVC Eva's Tienen         |  |  |
| 2  | Mélanie Mignon     | Belgique | 2005 | RCS Visé                 |  |  |
| 21 | Anne Muni          | Belgique | 2008 | Chaudfontaine            |  |  |
| 19 | Davina Philtjens   | Belgique | 2008 | KVK Tienen               |  |  |
|    | Sanne Schoenmakers | Pays-Bas | 2012 | RKTSV Kerkrade           |  |  |
| 14 | Berit Stevens      | Belgique | 2007 | KFC Rapide Wezemaal      |  |  |
| 21 | Céline Verdonck    | Belgique | 2006 | Flémalle                 |  |  |
| 5  | Aline Zeler        | Belgique | 2010 | K.Sint-Truidense VV      |  |  |

### Transferts
| Nom                             | Nationalité | Dernier club                    |
| ARRIVÉES                        |             |                                 |
| Vanity Lewerissa                | Pays-Bas    | VVV Venlo ( Pays-Bas)           |
| Lieke Martens                   | Pays-Bas    | VVV Venlo ( Pays-Bas)           |
| Laura Du Ry                     | Pays-Bas    | ADO La Haye ( Pays-Bas)         |
| Janvier 2012 Sanne Schoenmakers | Pays-Bas    | RKTSV Kerkrade ( Pays-Bas)      |
| Janvier 2012 Leyla Bağcı        | Turquie     | RVVH ( Pays-Bas)                |
| DÉPARTS                         |             |                                 |
| Cécile De Gernier               | Belgique    | RSC Anderlecht                  |
| Tine Schryvers                  | Belgique    | Waasland Beveren - Sinaai Girls |
| Katrien Torfs                   | Belgique    | arrêt                           |
| Sofie Van Houtven               | Belgique    | DVC Eva's Tienen                |
| Nathalie Weytjens               | Belgique    | K.Sint-Truidense VV             |
| Décembre 2011 Laura Du Ry       | Pays-Bas    | FC Zwolle ( Pays-Bas)           |
| Janvier 2012 Lieke Martens      | Pays-Bas    | FCR 2001 Duisbourg ( Allemagne) |

## Les résultats

### Championnat de Belgique D1
| Journée | Date       | Club visité                     | Club visiteur                   | Score | Buts liégeois                                                                              | Cartes liégeoises                               | Place |
| ------- | ---------- | ------------------------------- | ------------------------------- | ----- | ------------------------------------------------------------------------------------------ | ----------------------------------------------- | ----- |
| 1       | 07/09/2011 | Standard Fémina de Liège        | WD Lierse SK                    | 3-0   | Lewerissa (2), Martens                                                                     |                                                 | 1er   |
| 2       | 03/09/2011 | KSK Heist                       | Standard Fémina de Liège        | 0-10  | Lewerissa (3), Martens (3), Zeler (2), Meers, Aga                                          |                                                 | 7e    |
| 3       | 10/09/2011 | Club Brugge KV                  | Standard Fémina de Liège        | 1-1   | Demoustier                                                                                 | Meers, Du Ry (2J/R), Lewerissa (R), Martens (R) | 2e    |
| 4       | 24/09/2011 | Standard Fémina de Liège        | FCF White Star Woluwé           | 6-1   | Lewerissa (2), Martens, Zeler, Demoustier, Coutereels                                      |                                                 | 1er   |
| 5       | 01/10/2011 | Standard Fémina de Liège        | DVC Eva's Tienen                | 0-9   | Lewerissa (3), Martens (2), Demoustier, Meers, Zeler, Courtois                             |                                                 | 1er   |
| 6       | 08/10/2011 | Standard Fémina de Liège        | Waasland Beveren - Sinaai Girls | 5-1   | Zeler (2), Martens, Coutereels, Lewerissa                                                  | Philtjens (2J/R), Mignon                        | 1er   |
| 7       | 15/10/2011 | K.Sint-Truidense VV             | Standard Fémina de Liège        | 0-3   | Demoustier, Zeler, Coutereels                                                              | Meers                                           | 1er   |
| 8       | 29/10/2011 | Standard Fémina de Liège        | Dames Zulte Waregem             | 3-0   | Demoustier, Zeler, Philtjens                                                               | Demoustier                                      | 1er   |
| 9       | 11/11/2011 | VV Rassing Harelbeke            | Standard Fémina de Liège        | 0-10  | Martens (3), Lewerissa (2), Coutereels (2), Meers (2), Verdonck                            |                                                 | 1er   |
| 10      | 27/11/2011 | Standard Fémina de Liège        | RSC Anderlecht                  | 3-0   | Zeler, Lewerissa, Philtjens                                                                | Coutereels                                      | 1er   |
| 11      | 03/12/2011 | K.Achterbroek VV                | Standard Fémina de Liège        | 1-10  | Martens (4), Lewerissa (3), Aga, Philtjens, Zeler                                          | Demoustier                                      | 1er   |
| 12      | 10/12/2011 | Standard Fémina de Liège        | Beerschot Antwerpen Dames       | 5-2   | Zeler (2), Lewerissa, Coutereels, Meers                                                    | Du Ry (R), Meers                                | 1er   |
| 13      | 17/12/2011 | Oud-Heverlee Louvain            | Standard Fémina de Liège        | 1-4   | Zeler (2), Lewerissa, Martens                                                              | Courtois                                        | 1er   |
| 14      | 14/01/2012 | WD Lierse SK                    | Standard Fémina de Liège        | 0-3   | Zeler, Martens, Philtjens                                                                  |                                                 | 1er   |
| 15      | 21/01/2012 | Standard Fémina de Liège        | KSK Heist                       | 5-0   | Meers (2), Lewerissa, Zeler, Philtjens                                                     | Philtjens                                       | 1er   |
| 16      | 28/01/2012 | Standard Fémina de Liège        | Club Brugge KV                  | 5-0   | Lewerissa (2), Philtjens, Meers, Demoustier                                                | Lewerissa                                       | 1er   |
| 17      | 08/04/2012 | FCF White Star Woluwé           | Standard Fémina de Liège        | 2-3   | Aga, Lewerissa, Philtjens                                                                  |                                                 | 1er   |
| 18      | 18/02/2012 | Standard Fémina de Liège        | DVC Eva's Tienen                | 5-1   | Zeler (3), Stevens, Lewerissa                                                              |                                                 | 1er   |
| 19      | 25/02/2012 | Waasland Beveren - Sinaai Girls | Standard Fémina de Liège        | 0-3   | Demoustier (2), Lewerissa                                                                  |                                                 | 1er   |
| 20      | 03/03/2012 | Standard Fémina de Liège        | K.Sint-Truidense VV             | 1-2   | Philtjens                                                                                  | Philtjens, Stevens                              | 1er   |
| 21      | 17/03/2012 | Dames Zulte Waregem             | Standard Fémina de Liège        | 2-4   | Lewerissa, Wajnblum, Biesmans, Aga                                                         | Stevens                                         | 1er   |
| 22      | 24/03/2012 | Standard Fémina de Liège        | VV Rassing Harelbeke            | 20-0  | Lewerissa (7), Blave (3), Philtjens (3), Aga (2), Schoenmakers (2), Meers, Marinucci, Muni |                                                 | 1er   |
| 23      | 28/04/2012 | RSC Anderlecht                  | Standard Fémina de Liège        | 2-1   | Biesmans                                                                                   |                                                 | 1er   |
| 24      | 21/04/2012 | Standard Fémina de Liège        | K.Achterbroek VV                | 6-1   | Philtjens (2), Demoustier, Lewerissa, Zeler, Verdonck                                      |                                                 | 1er   |
| 25      | 12/05/2012 | Beerschot Antwerpen Dames       | Standard Fémina de Liège        | 0-1   | Philtjens                                                                                  |                                                 | 1er   |
| 26      | 19/05/2012 | Standard Fémina de Liège        | Oud-Heverlee Louvain            | 5-0   | Lewerissa (2), Verdonck, Demoustier, Coutereels                                            |                                                 | 1er   |

### Coupe de Belgique
| Date       | Tour                         | Club visité                   | Club visiteur                 | Score | Buts liégeois                                                                          | Cartes liégeoises                |
| ---------- | ---------------------------- | ----------------------------- | ----------------------------- | ----- | -------------------------------------------------------------------------------------- | -------------------------------- |
| 01/11/2011 | 16e de finale                | KSK Beveren (1re provinciale) | Standard Fémina de Liège      | 0-17  | Philtjens (4), Zeler (4), Meers (3), Martens (2), Lewerissa (2), Coutereels, Verdonck  |                                  |
| 11/01/2012 | 8e de finale                 | Standard Fémina de Liège      | Standard Fémina de Liège B    | 11-1  | Wajnblum (3), Martens (2), Lewerissa (2), Zeler (2), Coutereels, Demoustier; Blave (B) | Gomboso                          |
| 10/03/2012 | 1/4 de finale                | Oud-Heverlee Leuven           | Standard Fémina de Liège      | 1-2   | Lewerissa (2)                                                                          | Lewerissa, Philtjens             |
| 25/04/2012 | 1/2 finale aller             | Waasland Beveren-Sinaai Girls | Standard Fémina de Liège      | 0-3   | Lewerissa (2), Grégoire                                                                | Biesmans                         |
| 01/05/2012 | 1/2 finale retour            | Standard Fémina de Liège      | Waasland Beveren-Sinaai Girls | 3-0   | Philtjens, Wajnblum, Zeler                                                             | Stevens                          |
| 06/05/2012 | Finale à Oud-Heverlee Leuven | WD Lierse SK                  | Standard Fémina de Liège      | 2-3   | Coutereels (3)                                                                         | Bellavia, Coutereels, Demoustier |

### Super Coupe de Belgique
| Date       | Club visité              | Club visiteur                 | Score | Buts liégeois          | Cartes liégeoises  |
| ---------- | ------------------------ | ----------------------------- | ----- | ---------------------- | ------------------ |
| 27/08/2011 | Standard Fémina de Liège | Waasland Beveren-Sinaai Girls | 3-0   | Licata, Martens, Zeler | Lewerissa, Martens |

### BeNe SuperCup
La BeNe SuperCup est une nouvelle compétition créé à l'initiative de la fédération néerlandaise. Elle oppose le champion des Pays-Bas au champion de Belgique. La rencontre se dispute au Seacon Stadion-De Koel à Venlo.
| Date       | Club visité | Club visiteur            | Score | Buts liégeois           | Cartes liégeoises |
| ---------- | ----------- | ------------------------ | ----- | ----------------------- | ----------------- |
| 30/08/2011 | FC Twente   | Standard Fémina de Liège | 1-4   | Martens (2), Zeler, Aga | Meers             |

### Ligue des Champions
| Date       | Tour                 | Club visité              | Club visiteur            | Score | Buts liégeois                  | Cartes liégeoises            |
| ---------- | -------------------- | ------------------------ | ------------------------ | ----- | ------------------------------ | ---------------------------- |
| 28/09/2011 | 16e de finale aller  | Standard Fémina de Liège | Brøndby IF               | 0-2   |                                | Zeler                        |
| 06/10/2011 | 16e de finale retour | Brøndby IF               | Standard Fémina de Liège | 3-4   | Zeler (2), Demoustier, Martens | Philtjens, Mignon, Lewerissa |

## Buteuses

### Ligue des Champions
- 2 : Aline Zeler
- 1 : Lieke Martens, Audrey Demoustier

### BeNe SuperCup
- 2 : Lieke Martens
- 1 : Aline Zeler, Maria-Laura Aga

### Championnat de Belgique D1
- 36 : Vanity Lewerissa
- 19 : Aline Zeler
- 17 : Lieke Martens
- 14 : Davina Philtjens
- 10 : Audrey Demoustier
- 9  : Elke Meers
- 7  : Maud Coutereels
- 6  : Maria-Laura Aga
- 3  : Justine Blave, Céline Verdonck
- 2  : Julie Biesmans, Sanne Schoenmakers
- 1  : Anne Muni, Berit Stevens, Imke Courtois, Lola Wajnblum, Maurane Marinucci

### Coupe de Belgique
- 8 : Vanity Lewerissa
- 7 : Aline Zeler
- 5 : Maud Coutereels, Davina Philtjens
- 4 : Lieke Martens, Lola Wajnblum
- 3 : Elke Meers
- 1 : Céline Verdonck, Audrey Demoustier, Julie Grégoire

### Super Coupe de Belgique
- 1 : Lieke Martens, Aline Zeler, Vanessa Licata

## Cartes

### Ligue des Champions

#### Jaunes
- 1 : Lieke Martens, Davina Philtjens, Vanity Lewerissa, Mélanie Mignon

### BeNe SuperCup

#### Jaunes
- 1 : Elke Meers

### Championnat de Belgique D1

#### Rouges
- 2 : Laura Du Ry (1 directe/2 jaunes)
- 1 : Lieke Martens, Vanity Lewerissa, Davina Philtjens (2 jaunes)

#### Jaunes
- 4 : Davina Philtjens
- 3 : Elke Meers, Berit Stevens
- 2 : Audrey Demoustier, Laura Du Ry
- 1 : Imke Courtois, Maud Coutereels, Vanity Lewerissa, Maurane Marinucci, Mélanie Mignon

### Coupe de Belgique

#### Jaunes
- 1 : Julie Biesmans, Vanity Lewerissa, Davina Philtjens, Maud Coutereels, Audrey Demoustier, Berit Stevens, Justine Gomboso, Chloë Bellavia

### Super Coupe de Belgique

#### Jaunes
1 : Lieke Martens, Vanity Lewerissa